# 兰溪商埠行业会所
兰溪商埠行业会所，位于中华人民共和国浙江省金华市兰溪市云山街道，是浙江省省级文物保护单位之一。
2017年1月19日，兰溪商埠行业会所被列入第七批浙江省文物保护单位，属于古建筑类，编号7-139。兰溪商埠行业会所包含：
- 钱业公所：兰溪市云山街道云山路54号
- 米业公会：兰溪市云山街道荷塘沿31号